# Morchies
Morchies ist eine französische Gemeinde mit 210 Einwohnern (Stand:  1. Januar 2022) im Département Pas-de-Calais in der Region Hauts-de-France. Sie gehört zum Arrondissement Arras und zum Kanton Bapaume (bis 2015: Kanton Bertincourt). Morchies grenzt im Norden an Lagnicourt-Marcel, im Osten und im Südosten an Beaumetz-lès-Cambrai, im Südwesten an Beugny und im Westen an Vaulx-Vraucourt.

## Wappen
Wappenbeschreibung: In Rot ein silberner Balken mit drei roten Merletten belegt.

## Bevölkerungsentwicklung
| Jahr      | 1962 | 1968 | 1975 | 1982 | 1990 | 1999 | 2005 | 2013 |
| --------- | ---- | ---- | ---- | ---- | ---- | ---- | ---- | ---- |
| Einwohner | 259  | 227  | 252  | 201  | 174  | 189  | 179  | 186  |